# Мич Холман
Мич Холман (енгл. Mitch Holleman; Оберн, Алабама, САД, 13. септембар 1994) је амерички глумац, најпознатији по улози Џејка Харта (енгл. Jake Hart) у ТВ серији „Риба“.